# Echinosepala shuarii
Echinosepala shuarii är en orkidéart som först beskrevs av Carlyle August Luer, och fick sitt nu gällande namn av Carlyle August Luer. Echinosepala shuarii ingår i släktet Echinosepala och familjen orkidéer. Inga underarter finns listade i Catalogue of Life.